# Сан Хосе
Вижте пояснителната страница за други значения на Сан Хосе.
Сан Хосе (San José) е столица и главен град на Република Коста Рика.
Градът е разположен в централния район на страната и е почти еднакво отдалечен от Атлантическия и Тихия океан, чрез които се свързва чрез железопътна линия с градовете Пунтаренас и Лимон.
Населението заедно с предградията е 1 527 300 жители.
Градът е избран за столица през 1821 г. заедно с обявяването на Коста Рика за независима държава.

## Побратимени градове
- Манагуа, Никарагуа
- Маями-Дейд Каунти, Флорида, САЩ
- Сан Хосе, Калифорния, САЩ
- Макален Тексас, Тексас, САЩ
- Окаяма, Япония
- Сантяго, Чили
- Гуадалахара, Мексико